# Lützowplatz
Der Lützowplatz ist ein öffentlicher, innerstädtischer und gartendenkmalgeschützer Platz mit verhältnismäßig hohem Verkehrsaufkommen im Berliner Ortsteil Tiergarten des Bezirks Mitte.

## Lage
Der Lützowplatz liegt am Landwehrkanal südlich des Lützowufers. Hier treffen folgende Straßen auf den Platz:
- Im Nordosten das Lützowufer und die Lützowstraße,
- im Südosten die Karl-Heinrich-Ulrichs-Straße,
- im Südwesten die Schillstraße nach Süden und
- die Wichmannstraße nach Westen sowie
- im Nordwesten die Klingelhöferstraße über die Herkulesbrücke.

Die Schillstraße wurde auf Höhe des Platzes am 8. September 1929 ebenfalls in Lützowplatz umbenannt.
Der Lützowplatz liegt auf der Achse vom Winterfeldtplatz mit der St.-Matthias-Kirche über den Nollendorfplatz bis zum Großen Stern mit der Siegessäule.
Im Norden grenzt das Tiergarten-Dreieck und das Bauhaus-Archiv an den Lützowplatz, der im Postleitzahlbezirk 10785 liegt.
Die Gegend um den Lützowplatz herum wird auch als Lützowviertel bezeichnet.

## Bebauung
Abgesehen von einem kleinen technischen Gebäude ist die eigentliche Platzfläche unbebaut und mit einer großen Rasenfläche, Bäumen und Sträuchern bepflanzt. Einige befestigte Fußwege ermöglichen die Überquerung des Platzes. Es gibt einen Spielplatz, der Autoverkehr wird um den Platz herumgeführt. Eine anliegende Straße trägt die Bezeichnung Lützowplatz, an der zahlreiche größere Gebäude stehen.
Ganz im Nordosten grenzt das heutige Grand Hotel Esplanade an den Lützowplatz. Die östliche, südliche und westliche Seite sind in geschlossener Bauweise bebaut.
Die Häuser Lützowplatz 5 und 7 sowie das Gebäude des damaligen Statistischen Reichsamtes am benachbarten Lützowufer 6–8 wurden Mitte der 1870er Jahre vom Architekten und Baubeamten Wilhelm Neumann gebaut. Er selbst wohnte im Haus Nummer 7.
Im Osten gibt es gewerbliche Bebauung und Wohnhäuser, unter anderem mit dem Haus am Lützowplatz von 1873 und dem vom Architekten Friedrich Wilhelm Kraemer 1965 gebauten Gebäude der Stiftung Warentest, das zunächst als Preussag-Verwaltungsgebäude genutzt wurde. Ferner gibt es Wohnhäuser der Architekten Axel Schultes, Mario Botta und Modersohn & Freiesleben.
Im Süden befindet sich das Hotel Berlin, Berlin.

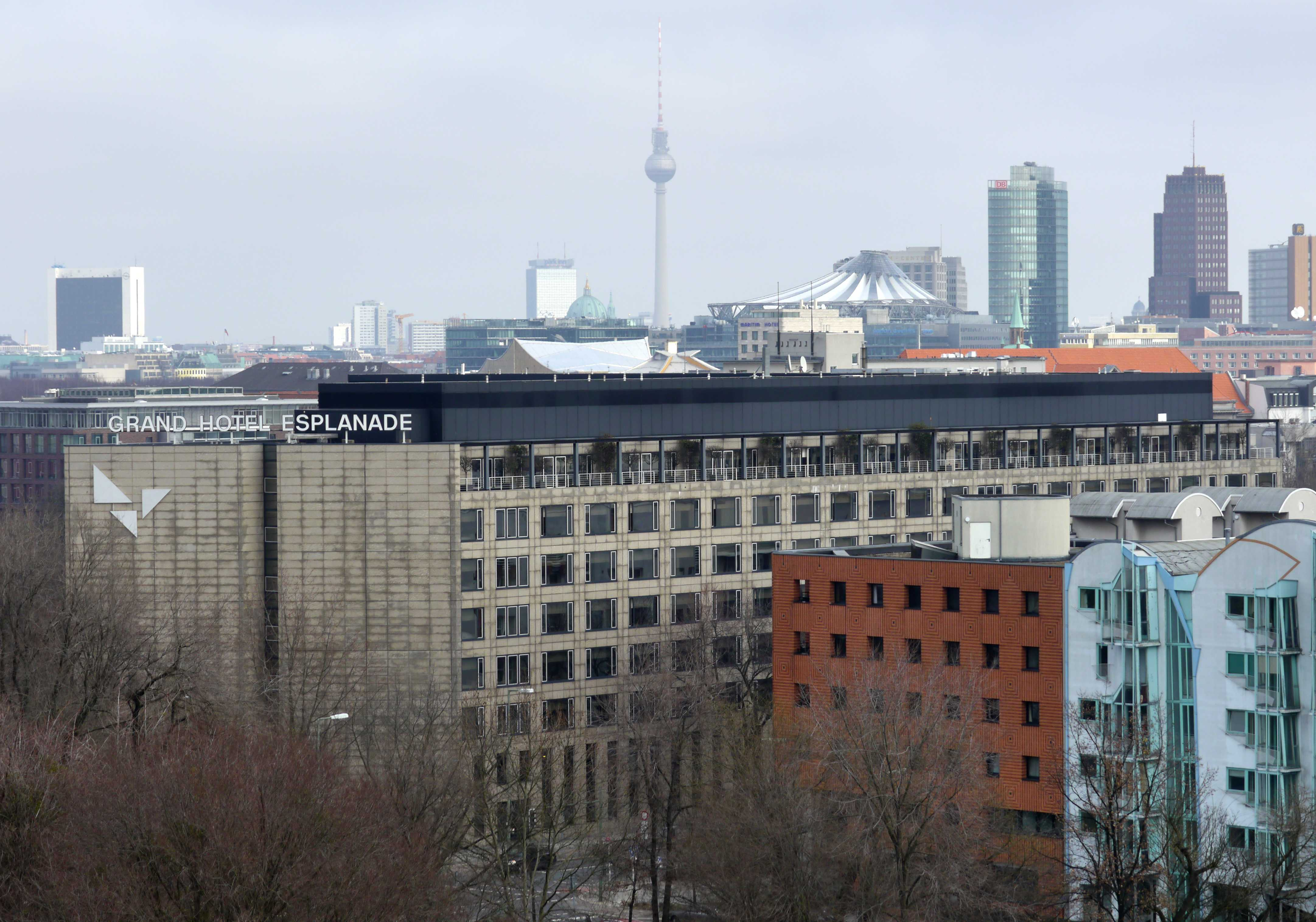
Grand Hotel Esplanade von Südwesten
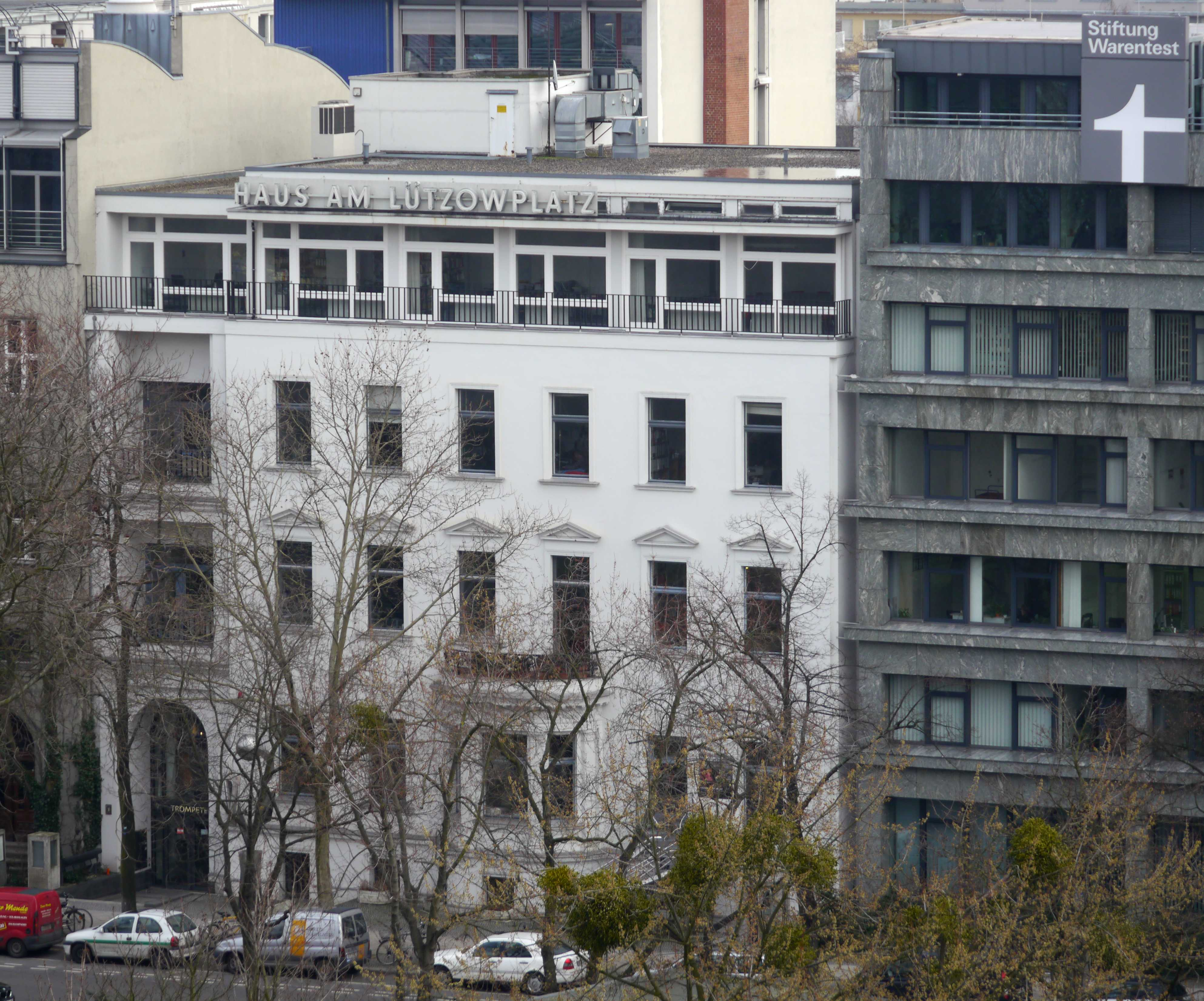
Lützowplatz 9 (Haus am Lützowplatz)
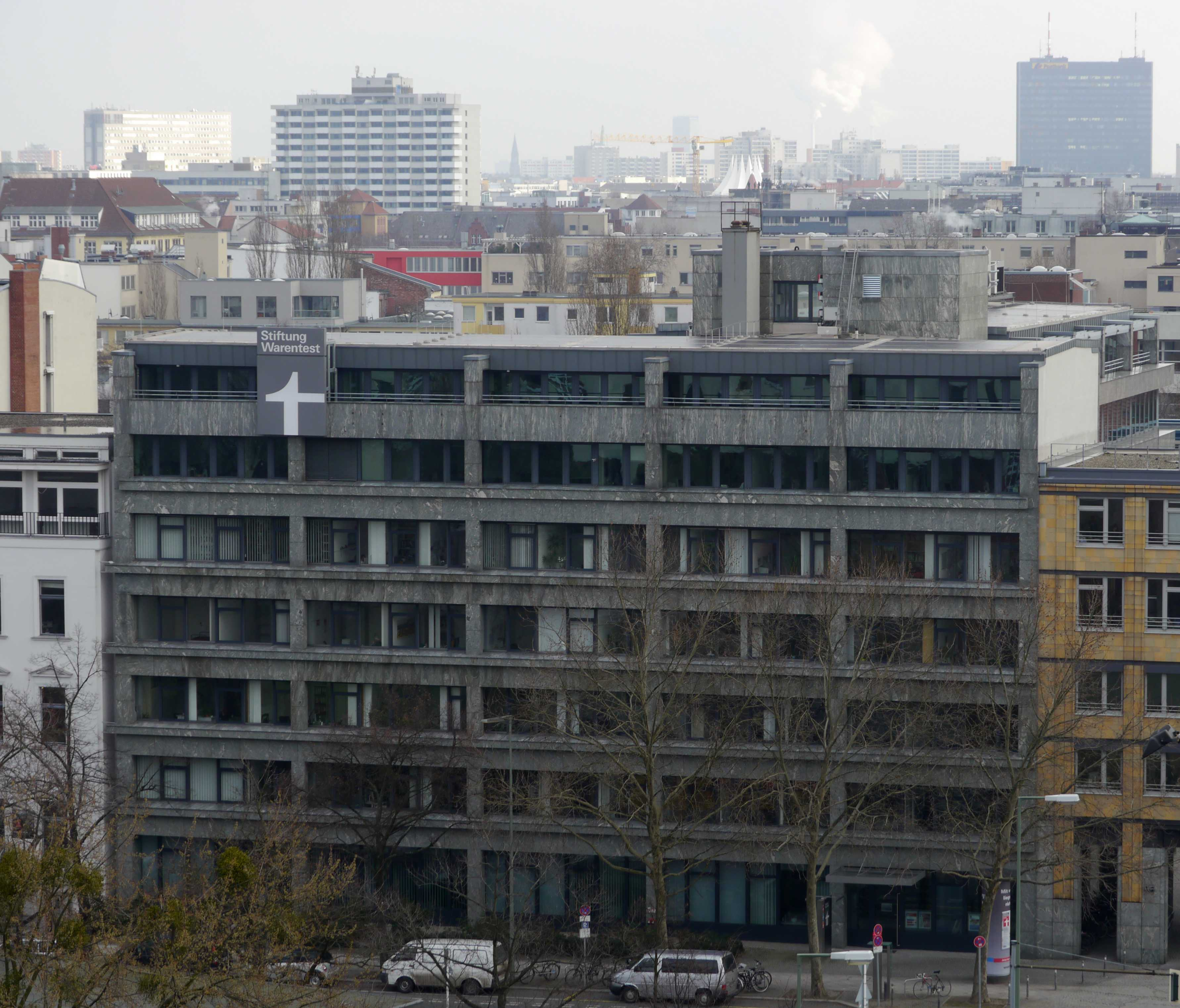
Lützowplatz 11–13[5] (Stiftung Warentest)
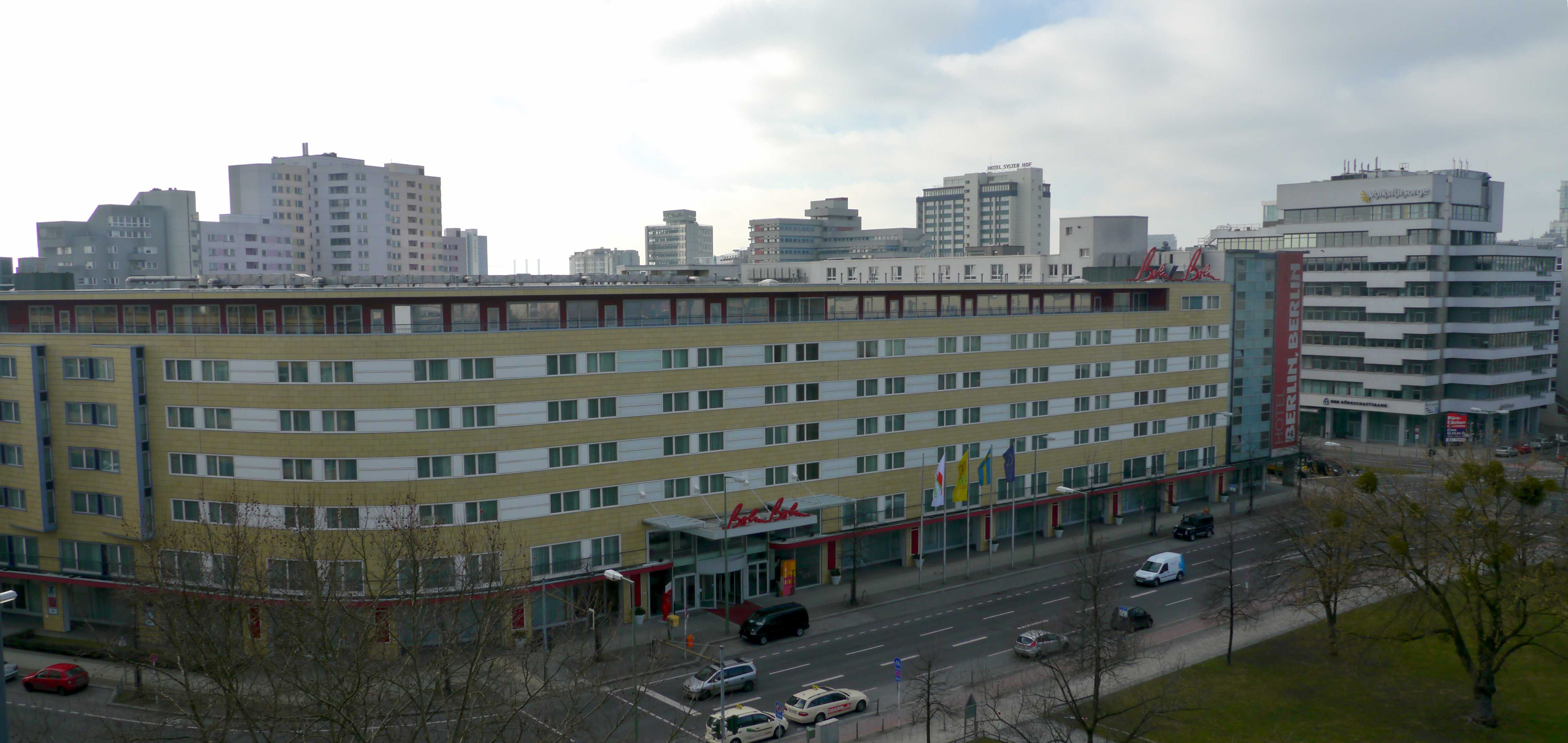
Hotel Berlin, Berlin
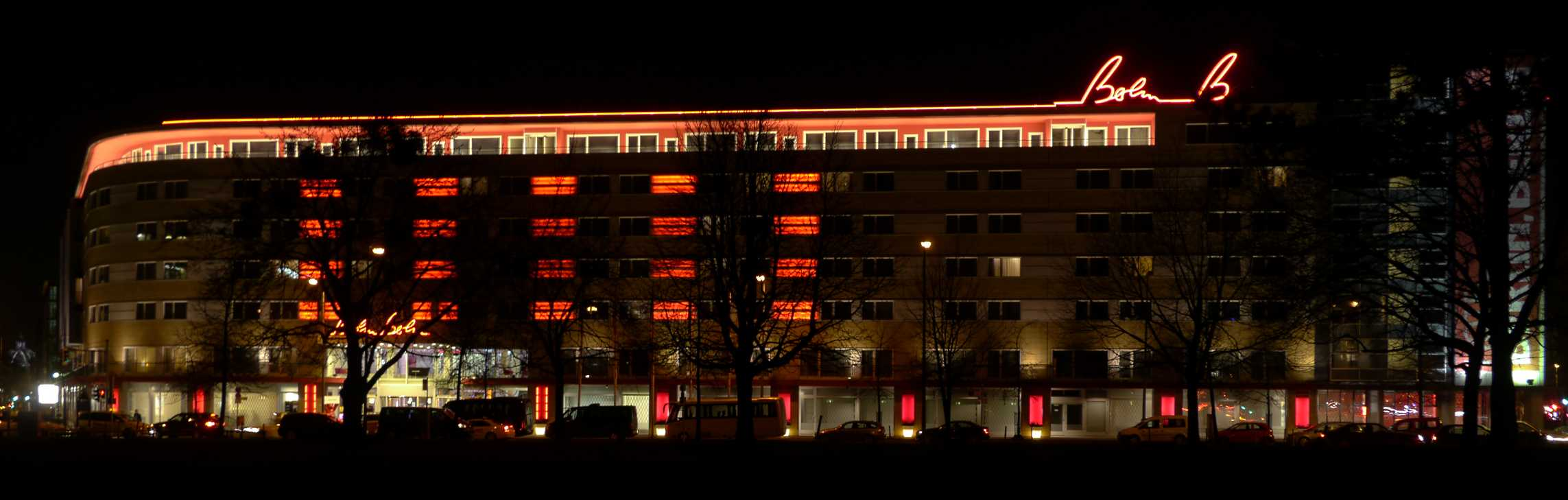
Hotel Berlin, Berlin am Abend mit farbig leuchtender Fassade

Unter dem Lützowplatz befindet sich das größte Berliner Regenrückhaltebecken mit einem Volumen von 10.000 Kubikmetern. Im Oktober 2017 mussten zahlreiche Bäume (Hainbuchen, Götterbäume, Eichen, Schnurbäume, Kirschbaum, Ulme und Platane) auf dem Platz gefällt werden, um die Verkehrssicherheit des Beckens zu erhalten.
Im Flächennutzungsplan 2015 ist vorgesehen, am Lützowplatz einen Bahnhof der zu einem späteren Zeitpunkt noch zu verlängernden U-Bahn-Linie U3 anzulegen.

## Geschichte

Lage des heutigen Lützowplatzes (kleines, rotes Rechteck unterhalb des Großen Tiergartens) auf der Karte von Schneider von 1798

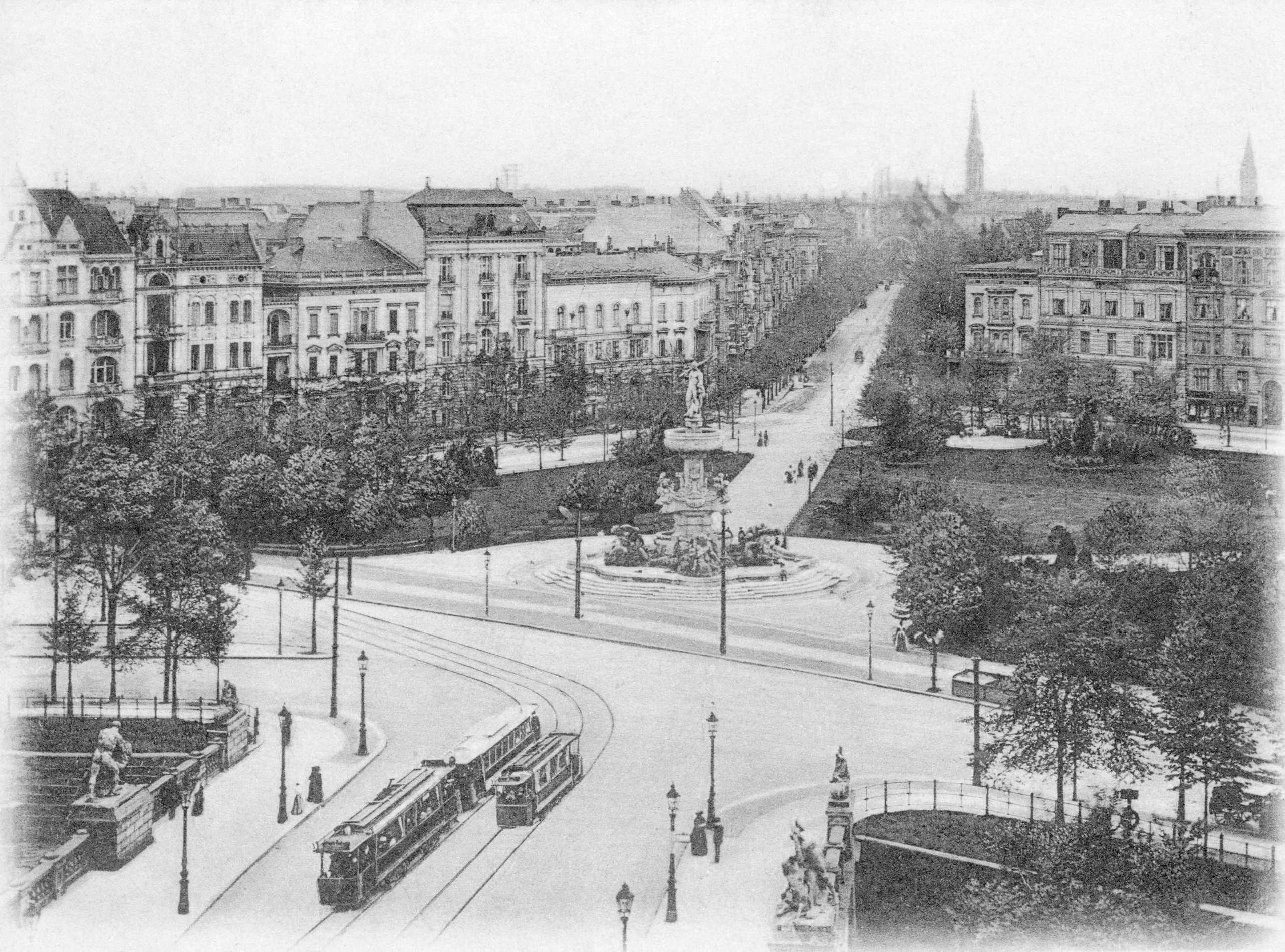
Lützowplatz, Postkarte von 1905 mit Blick von Norden. Im Vordergrund die Herkulesbrücke und der Herkulesbrunnen, hinten die Karl-Heinrich-Ulrichs-Straße zum Nollendorfplatz und dahinter der Turm der Sankt-Matthias-Kirche am Winterfeldtplatz

Das Gebiet des heutigen Lützowplatzes lag bis in die Mitte des 19. Jahrhunderts auf dem Gebiet der kreisfreien Stadt Charlottenburg. Von 1845 bis 1850 wurde der ehemalige Landwehrgraben durch den größeren, über 22 Meter breiten und auf Höhe des späteren Lützowplatzes etwas nach Süden verlegten Landwehrkanal ersetzt. Martin Gropius war 1858 mit der Villa Heese unter den ersten Architekten, die die Umgebung des heutigen Lützowplatzes bebauten.
Im Jahr 1861 wurde das Gebiet um den heutigen Lützowplatz als Teil der Schöneberger Vorstadt nach Berlin eingemeindet und nach dem 1862 in Kraft getretenen Hobrecht-Plan entwickelt. 1867 begann die Bebauung des nach dem Gärtnerei- und Gutsbesitzer Georg Friedrich Kielgan auch Kielgan-Viertel genannten Stadtviertels zwischen Nollendorfplatz und Lützowstraße mit Wohnhäusern und Villen, und der Platz erhielt am 23. November 1869 im Zusammenhang mit der Benennung von Plätzen und Straßen des etwas südlich verlaufenden Generalszuges den Namen des 35 Jahre zuvor verstorbenen Freiherrn Ludwig Adolf Wilhelm von Lützow, der auch in der Nähe gewohnt hatte. Elisabeth von Plotho und Armand von Ardenne zogen 1873 nach ihrer Trauung in die Nähe des Lützowplatzes. Auch Carl Bolle, Besitzer einer stadtbekannten Molkerei, wohnte um 1880 in der unmittelbaren Nähe des Lützowplatzes und ließ zunächst dort auch die Kühe seiner Meierei C. Bolle weiden.
Der Lützowplatz diente längere Zeit als Lagerplatz für Kohlen und Holz, bis er schließlich von 1889 bis 1890 durch den Bau der Herkulesbrücke an den Großen Tiergarten angebunden wurde. 1900 wurde der Platz durch Hermann Mächtig gärtnerisch gestaltet und erhielt am 11. Oktober 1903 an seinem nördlichen Ende den durch Stadtbaurat Ludwig Hoffmann und Bildhauer Otto Lessing gestalteten, monumentalen Herkulesbrunnen.
Die seit den 1870er Jahren vom Musikverleger Fritz Simrock (* 1837; † 1901) und seiner Frau Clara Simrock (* 1839; † 1929) in ihrem Berliner Salon veranstalteten Musiksoiréen und Matineen, die unter anderem auch von den Komponisten Johannes Brahms, Anton Rubinstein, Antonín Dvořák und Max Bruch besucht wurden, ließen den Lützowplatz zu einem musikalischen Zentrum in Berlin werden.
Die Historisch-biographischen Blätter wurden um 1900 vom Unternehmen Ecksteins Biographischer Verlag mit Sitz am Lützowplatz 6 herausgegeben und verlegt.
Die Gegend wurde bei Künstlern und Prominenten, wie Peter Behrens, Joachim Dammer, Carl Flesch, Wilhelm Fließ, Walter Gropius, Sigfrid Hammerschlag, Dora Hitz, Rudolf Jacobi, Traugott von Jagow, Adolf Jandorf, Willi Huth, Alfred Lion, Adolph von Menzel, Julius Meier-Graefe, Emil Orlik, Eva Poll, Alfred von Tirpitz, Anton von Werner oder Theodor Wolff zunehmend beliebt. Der Lützowplatz erlebte seine Blüte bis in die 1930er Jahre.
In der Gesandtschaft des damaligen Freistaates Braunschweig am Lützowplatz 11 erhielt Adolf Hitler am 25. Februar 1932 die deutsche Staatsangehörigkeit (siehe auch Einbürgerung Adolf Hitlers). Die Kanzlei des Führers wurde 1934 für einige Zeit zunächst in unmittelbarer Nähe des Lützowplatzes am Lützowufer eingerichtet.

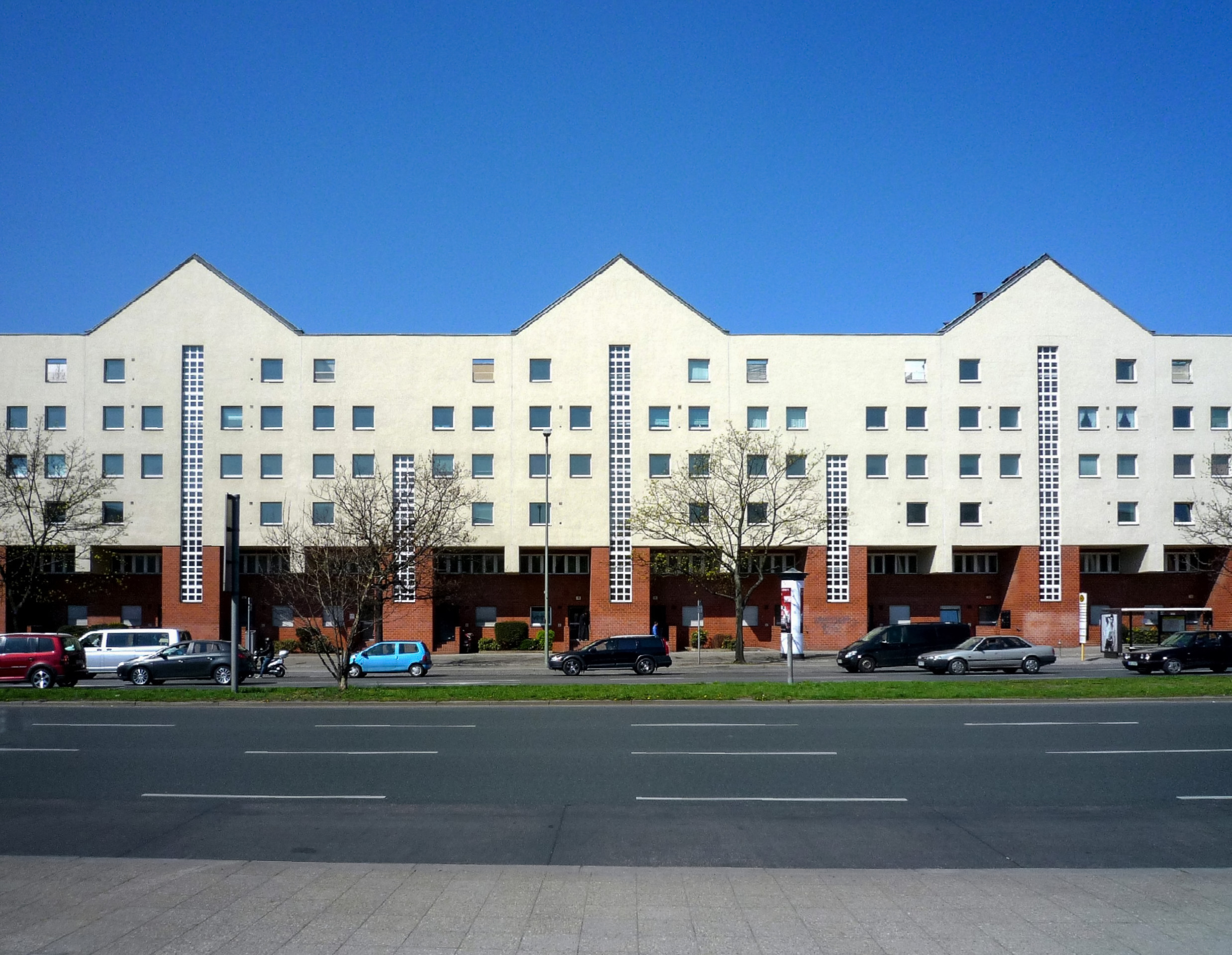
Ehemalige Wohnanlage von Oswald Mathias Ungers – vor Abriss 2013

Während des Zweiten Weltkriegs befand sich eine Flugabwehrstellung am Lützowplatz. Durch die Zerstörungen während des Krieges blieben am Lützowplatz nur die beiden Wohngebäude Lützowplatz 7 und 9 stehen. Auch die Herkulesbrücke wurde zerstört. 1950 wurde zunächst eine neue dreispurige Stahlbetonbrücke gebaut, die von 1962 bis 1964 durch eine ebenfalls dreistreifige – östlich angrenzende – Spannbetonbrücke ergänzt wurde.
Das Haus am Lützowplatz (Lützowplatz 9) wurde zunächst vom Kunstamt Tiergarten und wird als Ausstellungszentrum für zeitgenössische Kunst genutzt. Die Buchausstellung „Woche des Buches“ fand am 24. Oktober 1952 im Haus am Lützowplatz erstmals in West-Berlin statt. In den 1960er Jahren hatte der Kabarettist Wolfgang Neuss mit dem „Domizil“ eine Spielstätte im Souterrain des Hauses.
1966 mietete die Stiftung Warentest in dem Gebäude der Preussag AG mit der Hausnummer 11–13 als Hauptmieter mehrere Räume. 1987 kaufte die Stiftung das Gebäude und verwendet es seitdem als ihren Hauptsitz.
Bis zur deutschen Wiedervereinigung führte die Ersatz-Bundesstraße S nordwestlich auf der Trasse Schillstraße – Lützowufer am Lützowplatz vorbei.
Im Westen des Lützowplatzes wurde Anfang 2013 eine Wohnanlage des Architekten Oswald Mathias Ungers, Teil der Internationalen Bauausstellung 1984, abgerissen und durch einen Geschäftsbau von Modersohn & Freiesleben ersetzt. Im April 2018 verlegte die Commerzbank ihren Berliner Hauptsitz von der Potsdamer Straße in diesen Neubau.
Durch einen COVID-19-Infizierten, der am 29. Februar 2020 einen Club am Lützowplatz besuchte, kam es in Berlin zu Beginn der ersten COVID-19-Pandemie-Welle zur Ansteckung von zahlreichen Club-Besuchern.

## Kunst
Auf dem Lützowplatz sind heute sieben Kunstwerke aufgestellt.
Das älteste ist die 1904 von Louis Tuaillon geschaffene Bronzeskulptur Herkules und der erymanthische Eber, die 1967 aufgestellt wurde und einen Bezug zu dem im Zweiten Weltkrieg zerstörten Herkulesbrunnen aber auch zum früheren Schmuck der Herkulesbrücke über den Landwehrkanal herstellt.
In der östlichen Mitte der Parkanlage steht die Stehende und liegende Gruppe von 1980 bis 1985 von Sabina Grzimek. Diese Bronzeskulpturen wurden 1986 vom Magistrat erworben und 1995 auf Initiative der Galerie Eva Poll vom Bezirksamt Tiergarten aufgestellt.
Gegenüber befindet sich vor dem Haus am Lützowplatz die Skulptur Tangentiale Berührung und Treppenskulptur von Volkmar Haase von 1988.
2018 wurde die Stahlskulptur Huksos von Erwin Fabian an der Südwestecke aufgestellt.
Drei weitere Monumente von 1990 entstanden bei dem Bildhauersymposium Lützowplatz ’90 und sind am nördlichen Ende des Platzes aufgestellt:
- Volker Bartsch, Torblock, Reinersreuther Granit / Stahl, 260 × 215 × 100 Zentimeter
- Ernest Altés, 3-X-90 in Deutschland, Löbejüner Quarzporphyr / Stahl, 280 × 150 × 150 Zentimeter
- Udo G. Cordes: Plastisches Objekt[25]

Kunst auf dem Lützowplatz
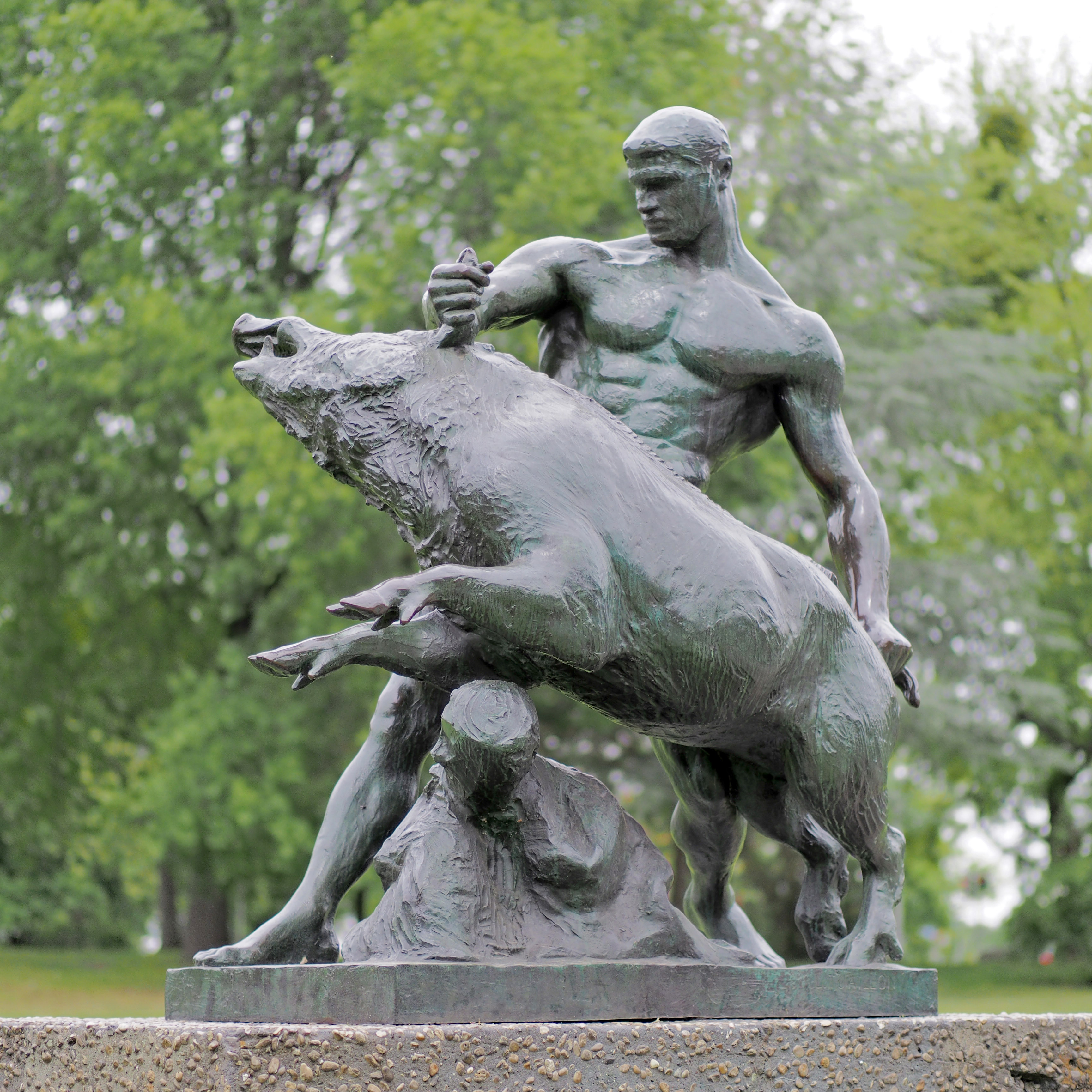
Herkules und der erymanthische Eber, 1904, von Louis Tuaillon
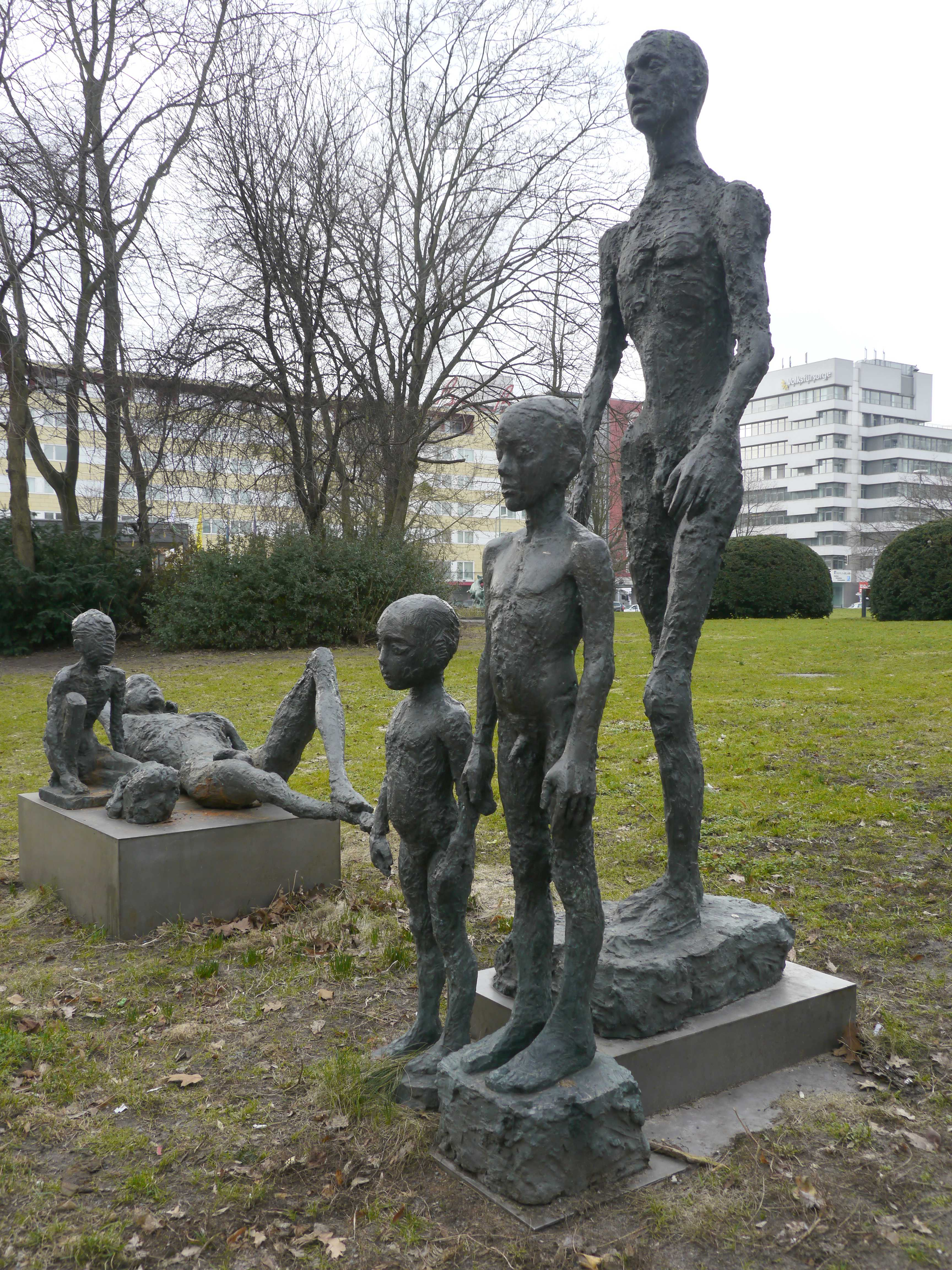
Stehende und liegende Gruppe von Sabina Grzimek
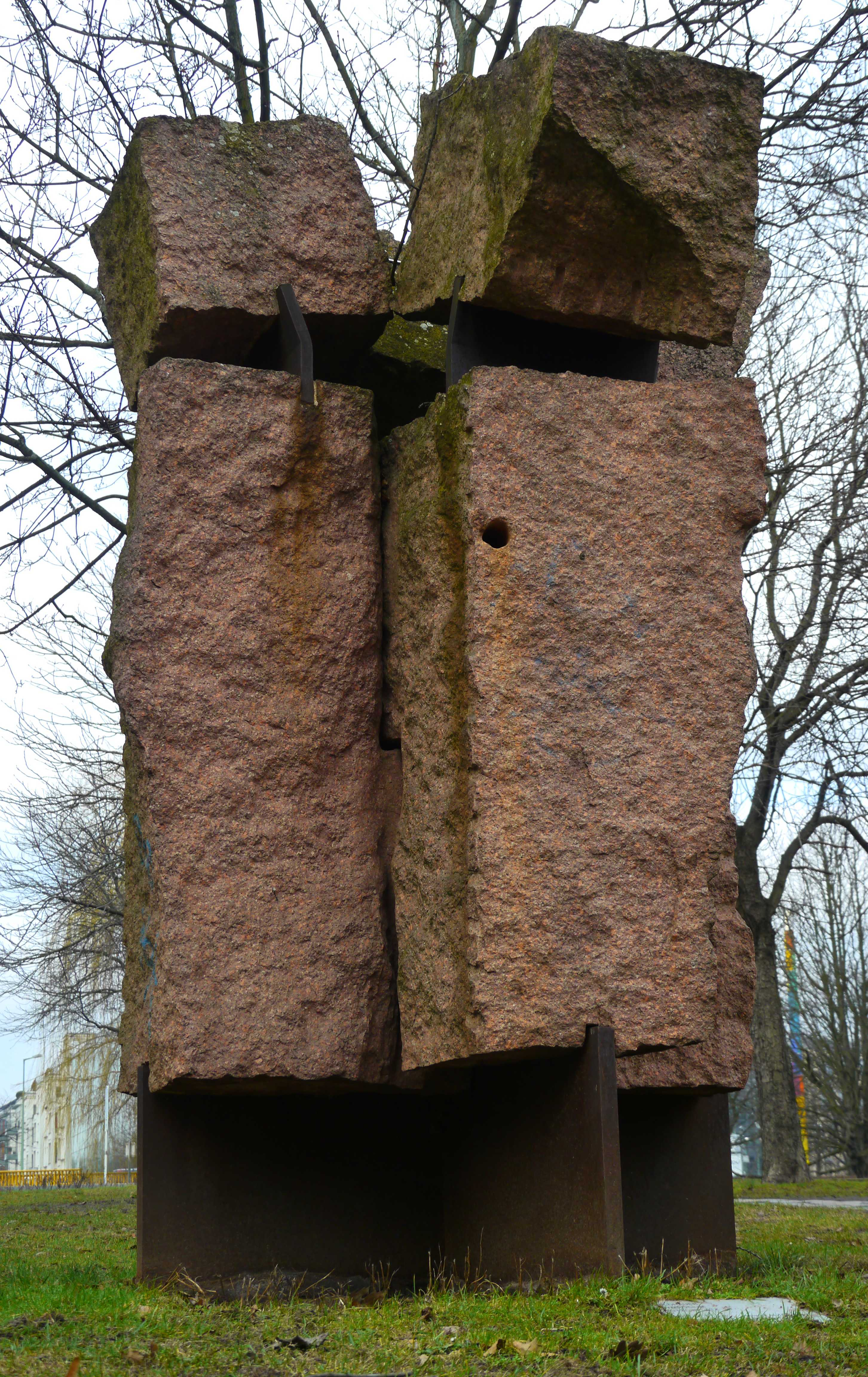
3-X-90 von Ernest Altés
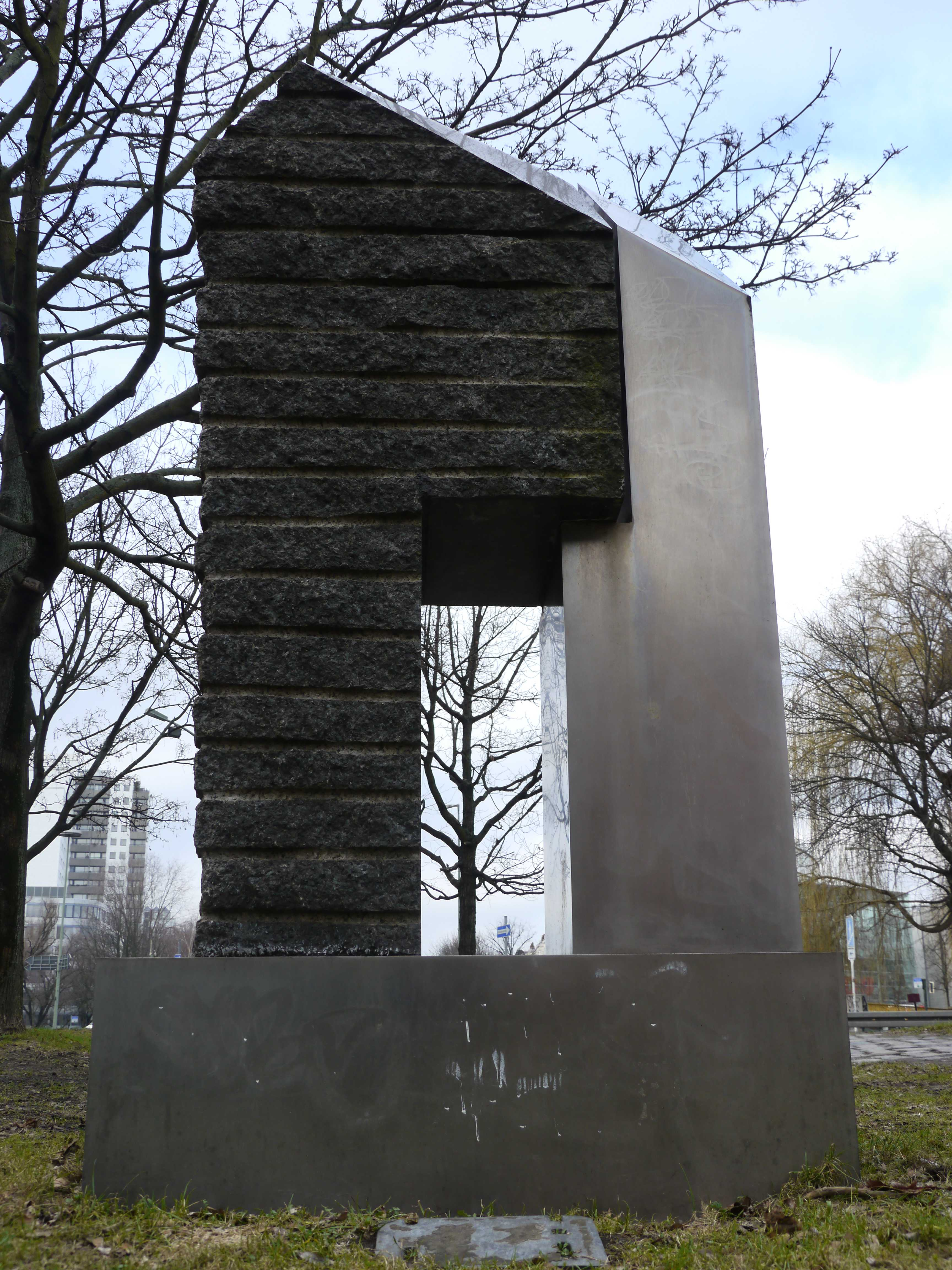
Plastisches Objekt von Udo G. Cordes
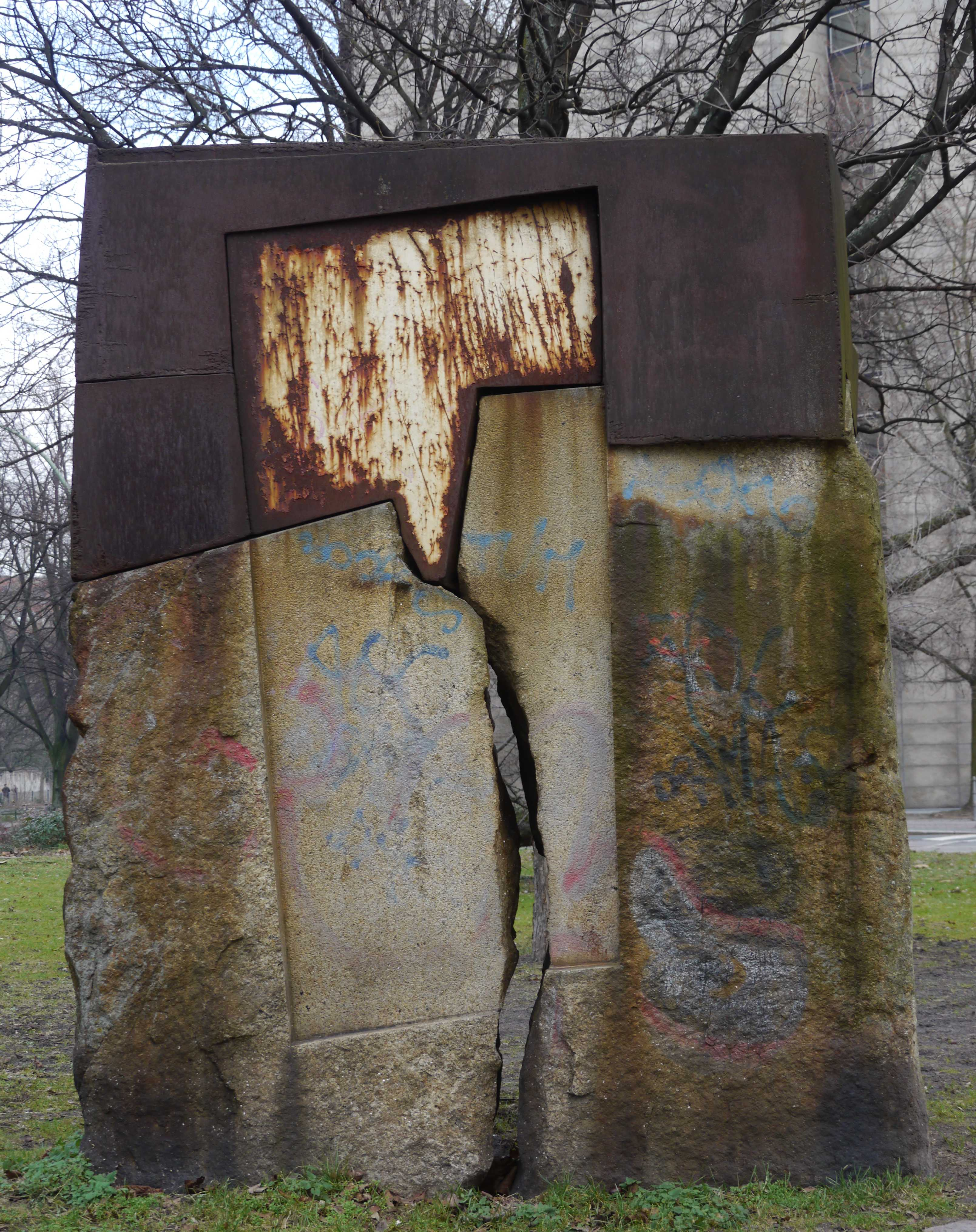
Torblock von Volker Bartsch
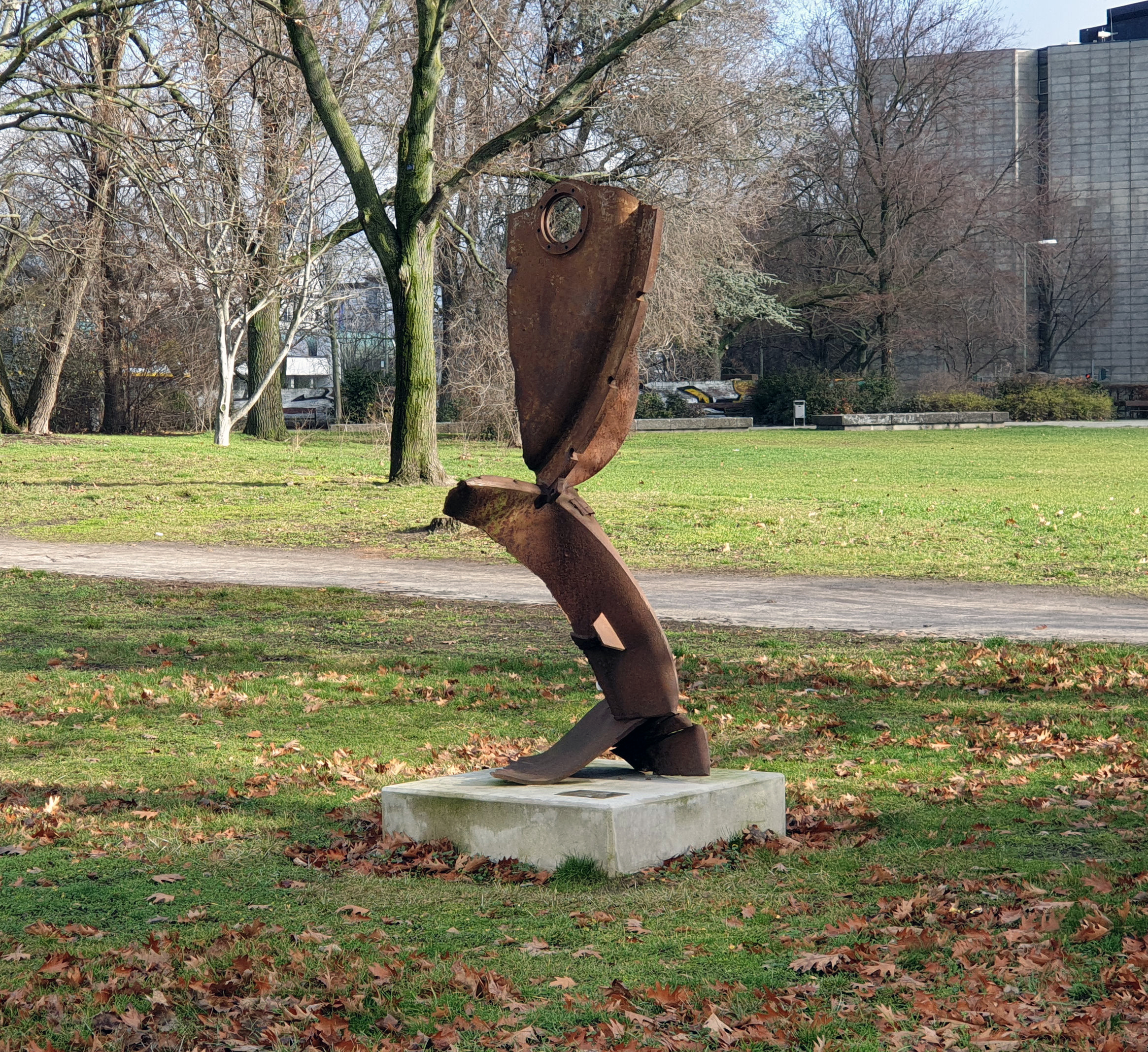
Huksos, 2013, von Erwin Fabian

## Sonstiges
Von 1923 bis 1938 war auch ein Platz im Berliner Ortsteil Lichtenrade nach dem Freiherren von Lützow benannt, der sich am Schnittpunkt der Paplitzer Straße und der dortigen Lützowstraße befand.